# L'Antiga Esquerra de l'Eixample
L'Antiga Esquerra de l'Eixample és un barri del districte de l'Eixample de la ciutat de Barcelona. Antigament formaven una sola unitat amb la Nova Esquerra de l'Eixample formant un sol barri que s'anomenava Esquerra de l'Eixample.
Al barri hi ha l'Hospital Clínic de Barcelona fundat l'any 1906, la Basílica de Sant Josep Oriol construïda entre 1915 i 1930, i el Mercat del Ninot. A l'extrem sud del barri hi ha el Seminari Conciliar de Barcelona i l'edifici històric de la Universitat de Barcelona, a la Plaça de la Universitat.

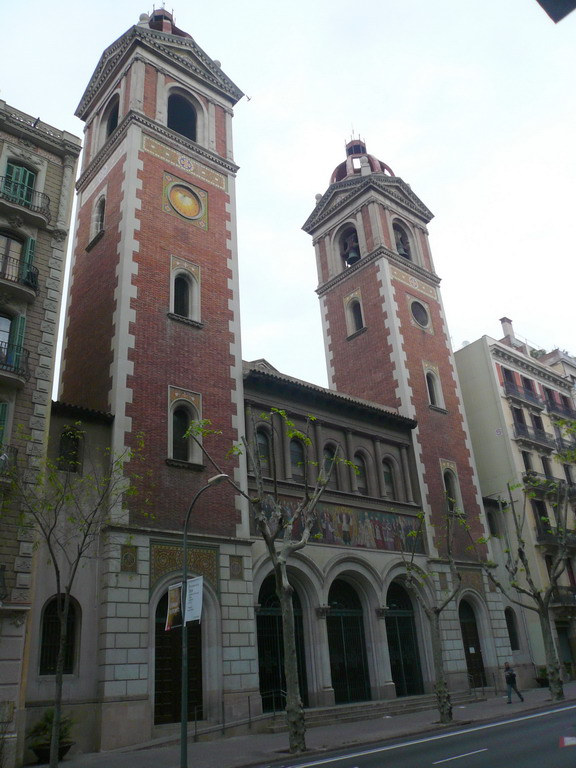
Església de Sant Josep Oriol
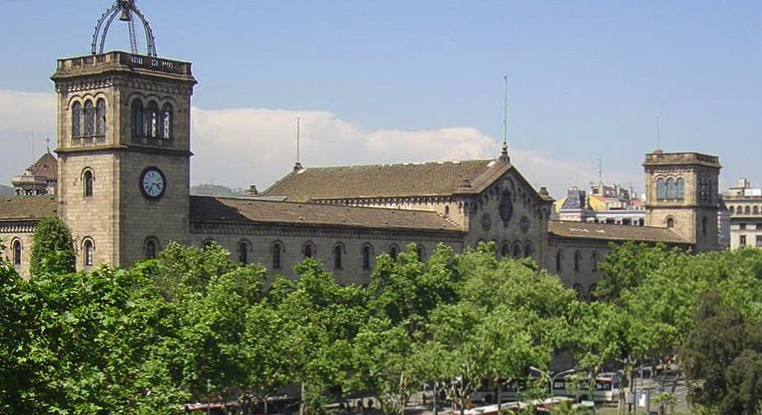
Edifici històric de la Universitat de Barcelona
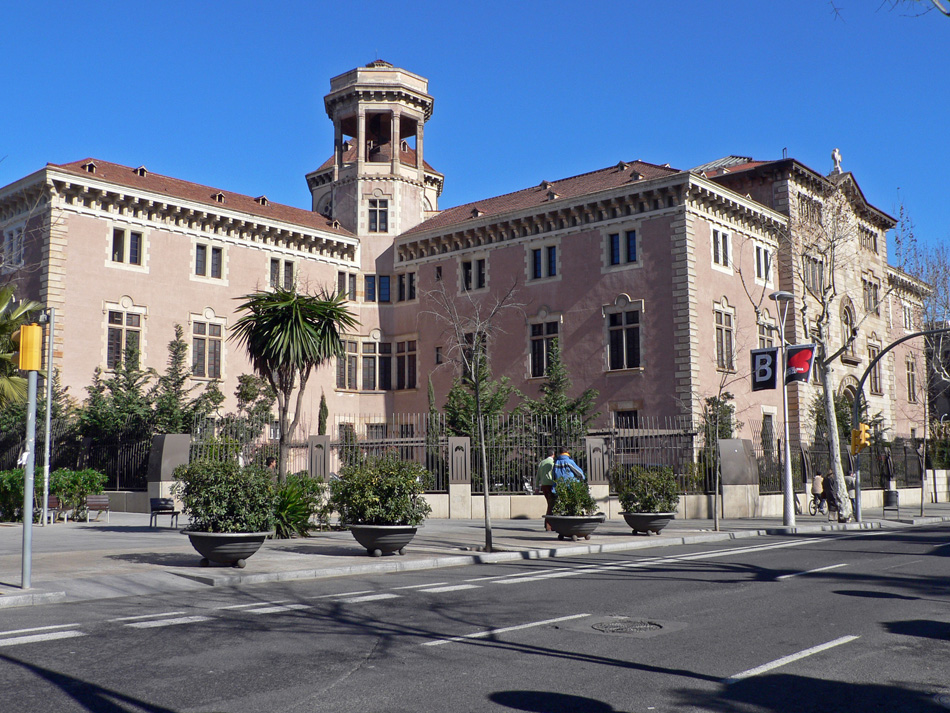
Seminari Conciliar de Barcelona